# 신센

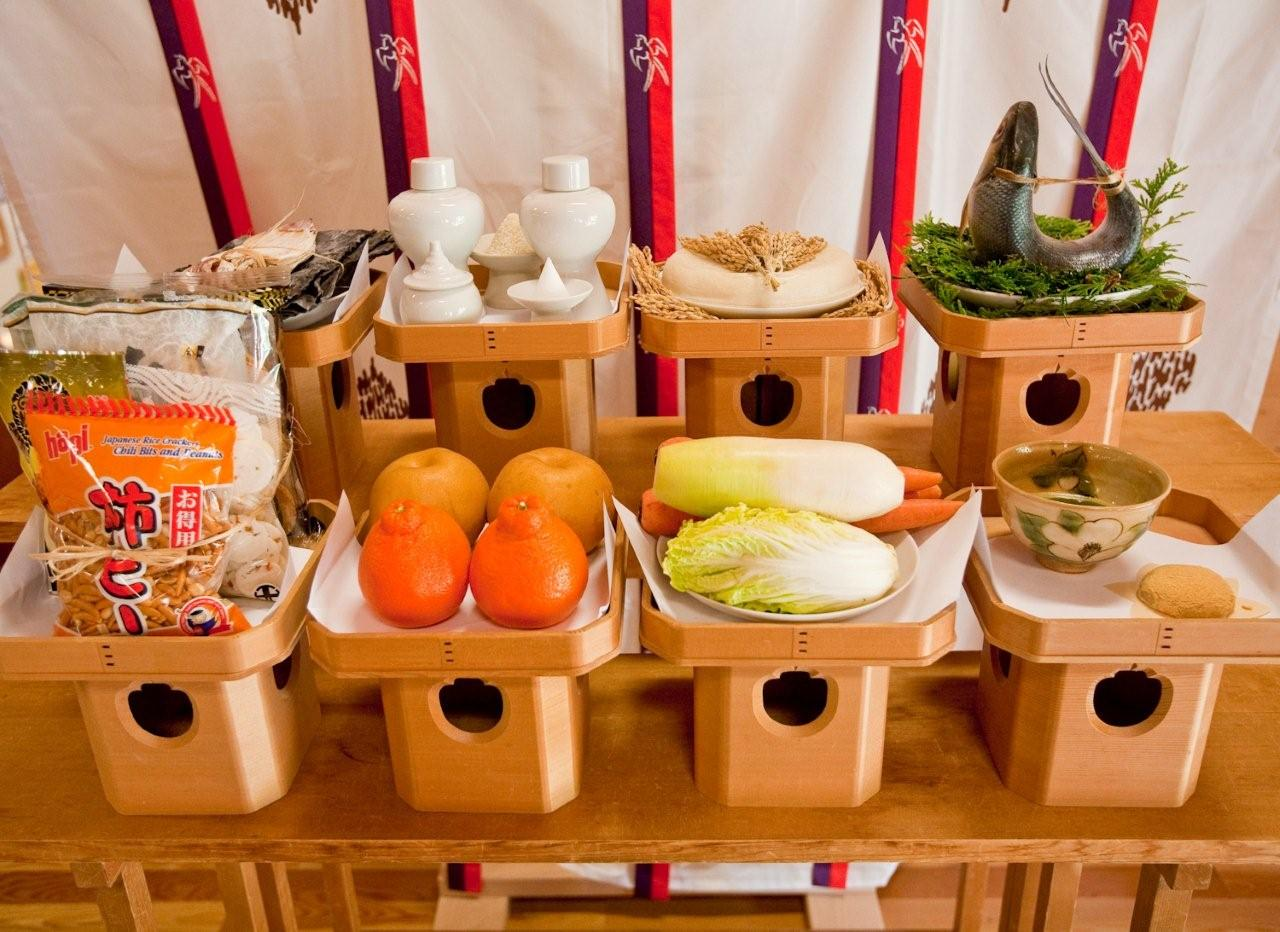
신토 신센.

신센(일본어: 神饌)은 신토의 신사나 카미다나에 봉헌하는 음식을 말한다.
일년 중 다른 시기에 열리는 연례 마츠리는 신토 의식과 축제에서 비롯되었다. 의식의 일환으로 현지인들은 카미(신령)를 환영하기 위해 특별한 축복을 받은 음식을 제공했다.
봉헌하는 음식은 주식인 쌀에서 해산물, 산에서 채집한 음식, 제철 음식, 지역 특산품 또는 신령과 관련된 음식에 이르기까지 다양하다. 의식이 끝나면 공양된 음식을 함께 먹어 카미와 일체감을 얻고 그들의 축복과 보호를 얻는다. 의식은 나오라이로 알려져 있다.

## 같이 보기
- 오세치